# Innico d'Avalos d'Aragona
Innico d'Avalos d'Aragona, o  Ignazio (Napoli, 1536 – Roma, 20 febbraio 1600), è stato un cardinale e vescovo cattolico italiano.

## Biografia
Appartenente ad una delle più importanti famiglie del Regno di Napoli, era figlio di Alfonso III d'Avalos d'Aquino, marchese del Vasto e di Pescara, e di Maria d'Aragona, figlia di Ferdinando d'Aragona, duca di Montalto.
Prima di intraprendere la carriera ecclesiastica, si dedicò a quella amministrativa, arrivando a ricoprire la carica di Cancelliere del Regno.
Dopo la sua ordinazione sacerdotale, papa Pio IV lo innalzò alla dignità cardinalizia nel concistoro del 26 febbraio 1561: fu dapprima cardinale diacono di Santa Lucia in Silice, poi di Sant'Adriano al Foro.
Innico d'Avalos ebbe un ruolo di primo piano nella storia di Procida. Ricoprì l'incarico di abate commendatario dell'Abbazia San Michele Arcangelo, che fece riedificare e abbellire, riparando i danni subiti dalle scorrerie barbaresche. Promosse inoltre nel 1563 la costruzione di un palazzo avente funzioni di rappresentanza e difensive. La struttura, nota come palazzo d'Avalos, fu progettato da Giovan Battista Cavagna e Benvenuto Tortelli. Il progetto rientrava nell'ambito di una riorganizzazione e fortificazione dell'originario borgo di Terra Casata, da cui sarebbe scaturito il complesso urbano chiamato Terra Murata.
Il 3 gennaio 1563 fu nominato arcivescovo di Torino, mentre nel 1565 papa Pio V lo assegnò alla sede di Mileto, che lasciò nel 1573 per tornare all'amministrazione dello Stato Pontificio: fu infatti nominato governatore della città di Benevento.
Promosso all'ordine dei presbiteri, ebbe il titolo di San Lorenzo in Lucina.
Tra il 1572 ed il 1584 Innico ricoprì l'incarico di cardinale protettore della neocostituta Arciconfraternita dello Spirito Santo dei napoletani a Roma, avente sede nella chiesa dello Spirito Santo dei Napoletani.
Dal 1578 al 1579 fu Camerlengo del Sacro Collegio.
Fu cardinale-vescovo delle sedi suburbicarie di Sabina, poi di Frascati e infine di Porto.
Nel 1598 Innico ricoprì, in assenza del pontefice Clemente VIII, recatosi a Ferrara per prendere possesso della città in seguito alla sua devoluzione, il ruolo di legato papale nella città di Roma.
Morì a Roma nel 1600 e fu sepolto nella basilica di Santa Maria sopra Minerva.

## Genealogia episcopale e successione apostolica
La genealogia episcopale è:
- Cardinale Guillaume d'Estouteville, O.S.B.Clun.
- Papa Sisto IV
- Papa Giulio II
- Cardinale Raffaele Riario
- Papa Leone X
- Papa Clemente VII
- Cardinale Antonio Sanseverino, O.S.Io.Hieros.
- Cardinale Giovanni Michele Saraceni
- Papa Pio V
- Cardinale Innico d'Avalos d'Aragona, O.S.Iacobi

La successione apostolica è:
- Vescovo Francesco Cittadini (1569)
- Vescovo Girolamo Rustici (1570)
- Vescovo Aurelio Zibramonti (1583)
- Arcivescovo Maffio Venier (1583)
- Cardinale Scipione Gonzaga (1585)

## Albero genealogico
|                                          |                        |                                                 | Genitori                                                |  |  | Nonni |  |  | Bisnonni                                  |  |  | Trisnonni                              |  |
|                                          |                        |                                                 |                                                         |  |  |       |  |  | Innico I d'Avalos, conte di Monteodorisio |  |  | Ruy López Dávalos, II conte di Ribadeo |  |
|                                          |                        |                                                 |                                                         |  |  |       |  |  | Innico I d'Avalos, conte di Monteodorisio |  |  | Ruy López Dávalos, II conte di Ribadeo |  |
|                                          |                        | Costanza de Tovar                               |                                                         |  |  |       |  |  | Innico I d'Avalos, conte di Monteodorisio |  |  |                                        |  |
| Innico II d'Avalos, I marchese del Vasto |                        |                                                 |                                                         |  |  |       |  |  | Innico I d'Avalos, conte di Monteodorisio |  |  |                                        |  |
|                                          |                        | Antonella d'Aquino, III marchesa di Pescara     | Berardo Gaspare d'Aquino, II marchese di Pescara        |  |  |       |  |  |                                           |  |  |                                        |  |
|                                          |                        | Antonella d'Aquino, III marchesa di Pescara     | Berardo Gaspare d'Aquino, II marchese di Pescara        |  |  |       |  |  |                                           |  |  |                                        |  |
|                                          |                        | Antonella d'Aquino, III marchesa di Pescara     | Beatrice Caetani                                        |  |  |       |  |  |                                           |  |  |                                        |  |
| Alfonso III d'Avalos                     |                        | Antonella d'Aquino, III marchesa di Pescara     |                                                         |  |  |       |  |  |                                           |  |  |                                        |  |
|                                          |                        | Roberto II Sanseverino, III principe di Salerno | Antonello Sanseverino, II principe di Salerno           |  |  |       |  |  |                                           |  |  |                                        |  |
|                                          |                        | Roberto II Sanseverino, III principe di Salerno | Antonello Sanseverino, II principe di Salerno           |  |  |       |  |  |                                           |  |  |                                        |  |
|                                          |                        | Roberto II Sanseverino, III principe di Salerno | Costanza da Montefeltro                                 |  |  |       |  |  |                                           |  |  |                                        |  |
| Laura Sanseverino                        |                        | Roberto II Sanseverino, III principe di Salerno |                                                         |  |  |       |  |  |                                           |  |  |                                        |  |
|                                          |                        | Maria d'Aragona                                 | Alfonso de Aragón y de Escobar, I duca di Vilahermosa   |  |  |       |  |  |                                           |  |  |                                        |  |
|                                          |                        | Maria d'Aragona                                 | Alfonso de Aragón y de Escobar, I duca di Vilahermosa   |  |  |       |  |  |                                           |  |  |                                        |  |
|                                          |                        | Maria d'Aragona                                 | Leonor de Sotomayor                                     |  |  |       |  |  |                                           |  |  |                                        |  |
| Innico d'Avalos d'Aragona                |                        | Maria d'Aragona                                 |                                                         |  |  |       |  |  |                                           |  |  |                                        |  |
|                                          | Ferdinando I di Napoli | Alfonso V d'Aragona                             |                                                         |  |  |       |  |  |                                           |  |  |                                        |  |
|                                          | Ferdinando I di Napoli | Alfonso V d'Aragona                             |                                                         |  |  |       |  |  |                                           |  |  |                                        |  |
|                                          | Ferdinando I di Napoli | Gueraldona Carlino                              |                                                         |  |  |       |  |  |                                           |  |  |                                        |  |
| Ferdinando d'Aragona, duca di Montalto   | Ferdinando I di Napoli |                                                 |                                                         |  |  |       |  |  |                                           |  |  |                                        |  |
|                                          |                        | Diana Guardato                                  | Zaccaria Guardato                                       |  |  |       |  |  |                                           |  |  |                                        |  |
|                                          |                        | Diana Guardato                                  | Zaccaria Guardato                                       |  |  |       |  |  |                                           |  |  |                                        |  |
|                                          |                        | Diana Guardato                                  | …                                                       |  |  |       |  |  |                                           |  |  |                                        |  |
| Maria d'Aragona                          |                        | Diana Guardato                                  |                                                         |  |  |       |  |  |                                           |  |  |                                        |  |
|                                          |                        | Raimondo de Cardona, duca di Somma              | Antonio de Cardona                                      |  |  |       |  |  |                                           |  |  |                                        |  |
|                                          |                        | Raimondo de Cardona, duca di Somma              | Antonio de Cardona                                      |  |  |       |  |  |                                           |  |  |                                        |  |
|                                          |                        | Raimondo de Cardona, duca di Somma              | Castellana de Requenses                                 |  |  |       |  |  |                                           |  |  |                                        |  |
| Castellana de Cardona                    |                        | Raimondo de Cardona, duca di Somma              |                                                         |  |  |       |  |  |                                           |  |  |                                        |  |
|                                          |                        | Isabel de Requesens y Enríquez de Velasco       | Galcerán de Requesens i Joan de Soler, conte di Palamos |  |  |       |  |  |                                           |  |  |                                        |  |
|                                          |                        | Isabel de Requesens y Enríquez de Velasco       | Galcerán de Requesens i Joan de Soler, conte di Palamos |  |  |       |  |  |                                           |  |  |                                        |  |
|                                          |                        | Isabel de Requesens y Enríquez de Velasco       | Beatriz Enríquez de Velasco                             |  |  |       |  |  |                                           |  |  |                                        |  |
|                                          |                        | Isabel de Requesens y Enríquez de Velasco       |                                                         |  |  |       |  |  |                                           |  |  |                                        |  |